# Christoph Cellarius
Christoph Martin Keller (Esmalcalda, Ducados ernestinos; 22 de noviembre de 1638-Halle, Prusia; 4 de junio de 1707), que escribía con el seudónimo de Christoph Cellarius, fue un historiador, filólogo, orientalista y académico germano. Fue catedrático de historia y retórica en la Universidad de Halle. 
Es particularmente famoso porque fue el primero que delimitó con claridad la división clásica de las Edades de la Historia: Antigua, Media y Moderna. Lo hizo en primer lugar en un manual escolar de Historia Antigua editado en 1685, y su éxito le indujo a repetirla en otro, de mayor difusión, titulado Historia Medii Aevi a temporibus Constanini Magni ad Constaninopolim a Turcis captam deducta publicado en 1688 en Jena.

## Biografía
Nació en Esmalcalda el 22 de noviembre de 1638. Recibió la educación básica en su ciudad natal. 
Estudió lenguas clásicas, lenguas orientales, historia, teología, derecho, filosofía y matemáticas en la Universidad de Jena desde 1656 y en la de Giessen desde 1659. En 1667 fue nombrado catedrático de hebreo y ética en el Gymnasium „illustre Augusteum“ en Weißenfels, donde fue rector entre 1673 y 1676, en el que se ganó una gran fama.
Cuando Federico I de Prusia fundó la Universidad de Halle en 1694, fue catedrático de retórica e historia. Desde 1696 se hizo cargo de la biblioteca y el seminario de profesores que había fundado August Hermann Francke. En 1697 fundó un seminario de filología alemana. En 1701 fue aceptado como miembro de la nueva Academia Prusiana de las Ciencias.
Conservó su puesto de catedrático y todos sus demás cargos hasta su muerte el 4 de junio de 1707 en Halle.

## Aportes a la periodización de la historia occidental

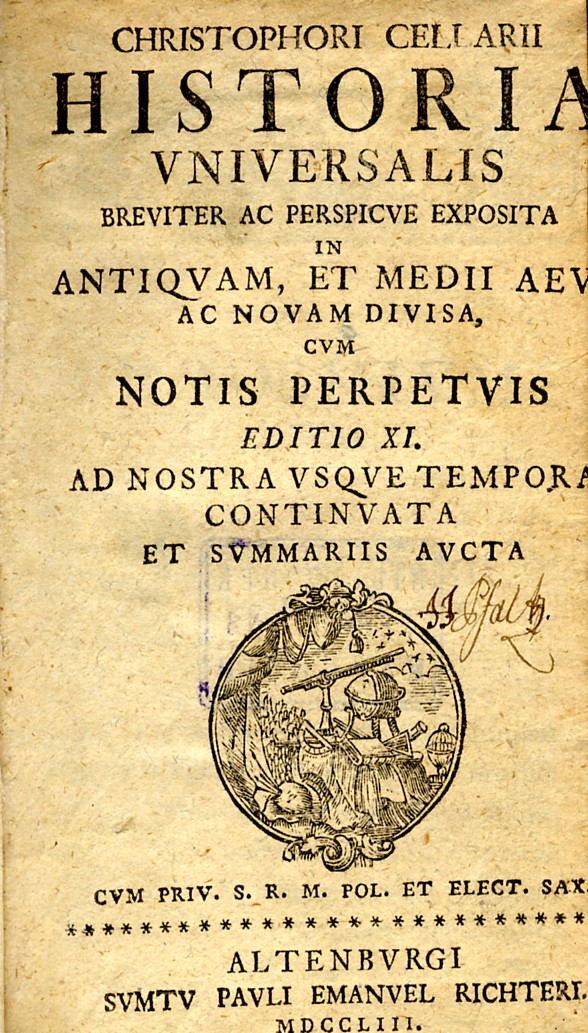
Portada de su Historia universales impresa en 1753 en Altemburgo.

Christoph Cellarius jugó un papel importante en la periodización de Occidente y la formulación del concepto de «Edad Media». La idea del Medievo como un periodo de estancamiento filosófico y estético ubicado en medio de dos periodos del esplendor de la cultura grecorromana (la Antigüedad clásica y la Modernidad surgió en la élite intelectual italiana del Humanismo entre los siglos XV y XVI.
No obstante, fue Cellarius el primero que delimitó temporalmente la duración de la Edad Media y el primero en organizar la historia en Edad Antigua, Media y Moderna —el periodo en curso de su tiempo presente—: en Historia Medii Aevi: a temporibus Constantini Magni ad Constaninopolim a Turcis captam deducta limitó el periodo entre los tiempos de Constantino I y la caída de Constantinopla en 1453. Concretamente fue en sus libros Historia Antiqua (1685), Historia Medii Aevi (1688) y Historia Nova (1702), que luego serían publicados como los tres tomos que conformaron su Historia Universalis también publicada en Jena y que, a juzgar por sus muchas impresiones, adquirieron gran aceptación entre el público universitario europeo.